# Corydoras zygatus

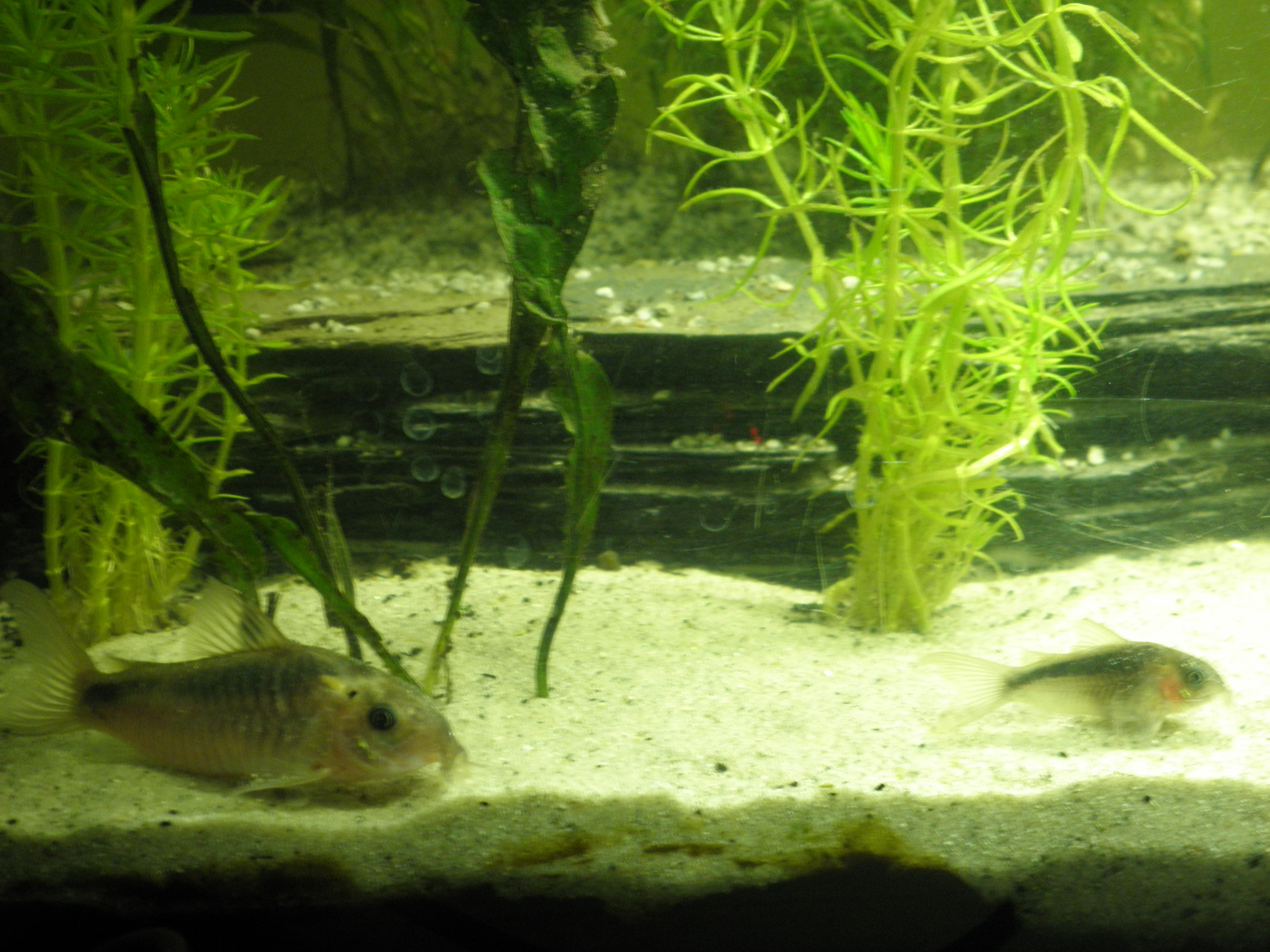
Un giovane e un adulto

Corydoras zygatus è un pesce di acqua dolce appartenente alla famiglia Callichthyidae.

## Distribuzione e habitat
Questo pesce proviene da torrenti nell'ovest del bacino del rio delle Amazzoni, in Ecuador e Perù; di solito si trova su substrati sabbiosi. È presente nel Parco nazionale Yasuní.

## Descrizione
Ha una colorazione rosa-grigiastra con una striscia scura longitudinale che copre il dorso ma non arriva a toccare l'estremità inferiore del peduncolo caudale, caratteristica che permette di distinguere questa specie dal simile Corydoras rabauti. La bocca è rivolta verso il basso e attorno ad essa ci sono i barbigli. Le femmine sono più grandi dei maschi. La lunghezza massima registrata è di 5,6 cm.

## Alimentazione
È onnivoro e si nutre sia di materia organica in decomposizione che trova sul fondo che di invertebrati che cattura.

## Acquariofilia
Come le altre specie di Corydoras, necessita di un substrato fine e di mosti nascondigli. Si può riprodurre in acquario e la riproduzione è stimolata da frequenti ricambi d'acqua e lievi abbassamenti della temperatura.

## Conservazione
Anche se in alcune porzioni del suo areale è minacciato dall'inquinamento, è una specie comune e diffusa, quindi la lista rossa IUCN lo classifica come "a rischio minimo" (LC) pur notando che sarà necessario monitorare l'andamento delle popolazioni.